# Соловьёв, Игорь Петрович
Игорь Петрович Соловьёв (род. 1966) — генерал-майор, сотрудник Федеральной службы безопасности Российской Федерации, активный участник контртеррористической операции на Северном Кавказе, Герой Российской Федерации (2006).

## Биография
Игорь Петрович Соловьёв родился 20 июня 1966 года в селе Катон-Карагай Большенарымского района Восточно-Казахстанской области Казахской ССР (ныне — центр одноимённого района той же области). В 1983 году окончил среднюю школу, после чего безуспешно попытался поступить в Алма-Атинское высшее пограничное училище КГБ СССР. Уехав в Новороссийск, поступил в местное мореходное училище.
В 1985 году Соловьёв был призван на службу в Вооружённые Силы СССР. Спустя год, уже будучи сержантом в частях противовоздушной обороны, подал рапорт о направлении его в Алма-Атинское училище пограничных войск, и на сей раз сумел в него поступить. Активно занимался лыжным спортом, стал мастером спорта СССР, неоднократно выступал на соревнованиях. В 1990 году окончил училище, после чего продолжал службу в Казахской ССР в подразделениях наружного наблюдения республиканского Комитета государственной безопасности.
После распада СССР служил в органах государственной безопасности независимого Казахстана. Неоднократно принимал участие в проведении специальных операций. Так, в феврале 1992 года в городе Чимкенте Соловьёв участвовал в операции по освобождению группы заложников, захваченных бежавшими из мест лишения свободы преступниками-рецидивистами. Поскольку в то время Казахстан не имел сложившейся системы государственных наград, он в числе прочих участников этой операции был удостоен Почётной грамоты Президента Республики Казахстан.
В дальнейшем Соловьёв переехал в Россию. Служил в Управлении охраны Президента России, затем в специальном подразделении «Вымпел». С 1995 года находился на ответственных должностях в антитеррористических структурах Федеральной службы безопасности Российской Федерации — сначала в Антитеррористическом центре, затем в Департаменте по борьбе с терроризмом. В 1999 году направлен в Краснодар на должность заместителя начальника подразделения регионального отдела специальных операций краевого Управления ФСБ. В 2001—2004 годах являлся заместителем начальника службы специального назначения Оперативно-координационного управления по Северному Кавказу. В 2003 году окончил Краснодарский юридический институт МВД РФ. С 2004 года был заместителем начальника того же управления.
Находясь на ответственных должностях в антитеррористических структурах ФСБ, Игорь Петрович Соловьёв принимал активнейшее участие в разработке и проведении сложных специальных операций и прочих мероприятий, целью которых было пресечение деятельности террористических группировок, предотвращение совершения террористических актов на территории всего Северного Кавказа. Под его руководством осуществлялось задержание лиц, причастных к совершению терактов на территории страны, освобождение военнослужащих и гражданских лиц, находящихся в заточении у сепаратистов. Многократно лично руководил группами захвата, с риском для собственной жизни выполняя поставленные задачи. Закрытым Указом Президента Российской Федерации от 7 марта 2006 года за мужество и героизм, проявленные при выполнении специального задания полковник Игорь Петрович Соловьёв был удостоен звания Героя Российской Федерации с вручением медали «Золотая Звезда».
В последующие годы возглавлял Оперативно-координационное управление по Северному Кавказу, впоследствии переформированное в Службу специального назначения Центра специального назначения Федеральной службы безопасности Российской Федерации.
За многочисленные боевые заслуги Соловьёв также награждён двумя орденами Мужества, орденами «За военные заслуги», Почёта, медалью ордена «За заслуги перед Отечеством» 2-й степени с мечами, тремя медалями «За отвагу», медалью Суворова и другими медалями, а также именным огнестрельным оружием.